# Convict 762
Convict 762 (pt: Prisioneiro de Alta Segurança) é um filme estadunidense  de 1997, do gênero ficção científica dirigido por Luca Bercovici.

## Enredo
Nave espacial com uma tripulação totalmente feminina, após um acidente em um grupo de asteróides, é obrigada a pousar em um planeta que é usado como colônia penal. Ao chegar, encontram uma série de mortes e dois prisioneiros sobreviventes que se acusam mutuamente.

## Elenco
- Frank Zagarino.......Vigo
- Shannon Sturges.......Nile
- Michole White.......Austin
- Tawny Fere.......Reno
- Shae D'lyn.......Sheridan
- Charlie Spradling.......Helena
- Merle Kennedy.......Lincoln
- Billy Drago.......Mannix